# Sæglópur
Sæglópur è un singolo del gruppo musicale islandese Sigur Rós, pubblicato il 31 marzo 2006 come secondo estratto dal quarto album in studio Takk....

## Descrizione
Al pari di gran parte dei brani del disco, anche Sæglópur presenta alcune parti del testo cantate in vonlenska, lingua artificiale inventata dal gruppo stesso.

## Promozione
Una parte del brano è stata utilizzata dagli sviluppatori della Ubisoft Montreal per la presentazione del trailer del videogioco Prince of Persia all'annuale E3 tenutasi a Los Angeles il 15 luglio 2008. La compagna ha fatto nuovamente uso di Sæglópur anche per gli spot televisivi atti a pubblicizzare il videogioco.
Una parte della canzone è stata inoltre usata in una campagna di sensibilizzazione per i giovani con problemi alimentari, in onda sulla televisione svedese ad opera di Anorexi Bulimi-Kontakt. Inoltre, parti di questa canzone sono state usate anche dalla serie televisiva di recensioni automobilistiche Top Gear, in numerose occasioni.
Nel 2012 è apparso nella colonna sonora del trailer del film Vita di Pi, mentre tre anni più tardi è stato impiegato come colonna sonora dell'episodio conclusivo della prima stagione della serie Sense8, intitolato I Can't Leave Her.

## Video musicale
Il video raffigura un ragazzino che lotta contro una piovra, il quale, verso la fine del video, viene salvato da un sommozzatore, ma la sorte del bambino non è chiara, ed è lasciata alla discrezione dello spettatore.

## Tracce
CD (Giappone)
1. Sæglópur – 8:11
2. Refur – 2:45
3. Ó fridur – 4:47
4. Kafari – 6:10
5. Hafsól – 9:59
6. Glósóli (Video) – 6:16
7. Hoppípolla (Video) – 4:29

CD+DVD (Europa, Stati Uniti)
- CD

1. Sæglópur – 8:11
2. Refur – 2:45
3. Ó fridur – 4:47
4. Kafari – 6:10

- DVD

1. Sæglópur – 7:08
2. Hoppípolla – 4:29
3. Glósóli – 6:16

12" (Regno Unito)
- Lato A

1. Sæglópur – 8:11
2. Refur – 2:45

- Lato B

1. Ó fridur – 4:47
2. Kafari – 6:10